# Filips van de Palts (1448-1508)
Filips van de Palts bijgenaamd de Oprechte (Heidelberg, 14 juli 1448 – Germersheim, 28 februari 1508) was van 1449 tot 1451 en van 1476 tot aan zijn dood keurvorst van de Palts. Hij behoorde tot het huis Wittelsbach.

## Levensloop
Filips was de enige zoon van keurvorst Lodewijk IV van de Palts en diens echtgenote Margaretha, dochter van graaf Amadeus VIII van Savoye.
In 1449 volgde hij op amper eenjarige leeftijd zijn vroeg gestorven vader op als keurvorst van de Palts. Hij werd onder het regentschap geplaatst van zijn oom Frederik I, die hem in 1451 adopteerde en vervolgens met de toestemming van Filips' moeder zelf keurvorst van de Palts werd.
Op 21 februari 1474 huwde Filips met Margaretha (1456-1501), dochter van hertog Lodewijk IX van Beieren-Landshut. Ter gelegenheid van dit huwelijk kreeg Filips van zijn adoptievader de Opper-Palts als eigen regeringsgebied toegewezen.
In 1476 volgde Filips zijn adoptievader op als keurvorst van de Palts. In 1499 erfde hij de vorstendommen Palts-Mosbach en Palts-Neumarkt. In 1504 verloor Filips echter de Landshuter Successieoorlog tegen hertog Albrecht IV van Beieren.
In 1481 haalde Filips Johann von Dalberg naar de Ruprecht-Karls-universiteit in Heidelsberg, die aan deze universiteit het humanisme introduceerde.

## Nakomelingen
Filips en zijn echtgenote Margaretha kregen veertien kinderen:
- Lodewijk V (1478-1544), keurvorst van de Palts
- Filips (1480-1541), bisschop van Freising en Naumburg
- Ruprecht (1481-1504), bisschop van Freising
- Frederik II (1482-1556), keurvorst van de Palts
- Elisabeth (1483-1522), huwde in 1498 met landgraaf Willem III van Hessen en in 1501 met markgraaf Filips I van Baden
- George (1486-1529), bisschop van Speyer
- Hendrik (1487-1552), bisschop van Utrecht, Freising en Worms
- Johan III (1488-1538), bisschop van Regensburg
- Amalia (1490-1524), huwde in 1513 met hertog George I van Pommeren
- Barbara (1491-1505)
- Wolfgang (1494-1558), stadhouder van de Opper-Palts
- Otto Hendrik (1496-1496)
- Catharina (1499-1526), abdis in de Abdij van Neuburg

## Voorouders
| Voorouders van Filips van de Palts | Voorouders van Filips van de Palts                                       | Voorouders van Filips van de Palts                                       | Voorouders van Filips van de Palts                                       | Voorouders van Filips van de Palts                                       | Voorouders van Filips van de Palts                                       | Voorouders van Filips van de Palts                                       | Voorouders van Filips van de Palts                                       | Voorouders van Filips van de Palts                                       |
| ---------------------------------- | ------------------------------------------------------------------------ | ------------------------------------------------------------------------ | ------------------------------------------------------------------------ | ------------------------------------------------------------------------ | ------------------------------------------------------------------------ | ------------------------------------------------------------------------ | ------------------------------------------------------------------------ | ------------------------------------------------------------------------ |
| Overgrootouders                    | Ruprecht van de Palts (1352-1410) ∞ Elisabeth van Neurenberg (1358-1411) | Ruprecht van de Palts (1352-1410) ∞ Elisabeth van Neurenberg (1358-1411) | Amadeus van Piëmont (1363–1402) ∞ Catharina van Genève (-1407)           | Amadeus van Piëmont (1363–1402) ∞ Catharina van Genève (-1407)           | Amadeus VII van Savoye (1360-1391) ∞ Bonna van Berry (1362/65-1435)      | Amadeus VII van Savoye (1360-1391) ∞ Bonna van Berry (1362/65-1435)      | Filips de Stoute (1342-1404) ∞ Margaretha van Male (1350-1405)           | Filips de Stoute (1342-1404) ∞ Margaretha van Male (1350-1405)           |
| Grootouders                        | Lodewijk III van de Palts (1378-1436) ∞ Mathilde van Savoye (1390-1438)  | Lodewijk III van de Palts (1378-1436) ∞ Mathilde van Savoye (1390-1438)  | Lodewijk III van de Palts (1378-1436) ∞ Mathilde van Savoye (1390-1438)  | Lodewijk III van de Palts (1378-1436) ∞ Mathilde van Savoye (1390-1438)  | Amadeus VIII van Savoye (1383-1451)) ∞ Maria van Bourgondië (1386-1422)  | Amadeus VIII van Savoye (1383-1451)) ∞ Maria van Bourgondië (1386-1422)  | Amadeus VIII van Savoye (1383-1451)) ∞ Maria van Bourgondië (1386-1422)  | Amadeus VIII van Savoye (1383-1451)) ∞ Maria van Bourgondië (1386-1422)  |
| Ouders                             | Lodewijk IV van de Palts (1424-1449) ∞ Margaretha van Savoye (1416-1479) | Lodewijk IV van de Palts (1424-1449) ∞ Margaretha van Savoye (1416-1479) | Lodewijk IV van de Palts (1424-1449) ∞ Margaretha van Savoye (1416-1479) | Lodewijk IV van de Palts (1424-1449) ∞ Margaretha van Savoye (1416-1479) | Lodewijk IV van de Palts (1424-1449) ∞ Margaretha van Savoye (1416-1479) | Lodewijk IV van de Palts (1424-1449) ∞ Margaretha van Savoye (1416-1479) | Lodewijk IV van de Palts (1424-1449) ∞ Margaretha van Savoye (1416-1479) | Lodewijk IV van de Palts (1424-1449) ∞ Margaretha van Savoye (1416-1479) |
| Filips van de Palts (1448-1508)    |                                                                          |                                                                          |                                                                          |                                                                          |                                                                          |                                                                          |                                                                          |                                                                          |